# Damernas poänglopp i bancykling vid olympiska sommarspelen 2000
Damernas poänglopp i bancykling vid olympiska sommarspelen 2000 ägde rum i den 21 september 2000 i Sydney.

## Medaljörer
| Event              | Guld                       | Silver                          | Brons                      |
| Damernas poänglopp | Antonella Bellutti Italien | Leontien Zijlaard Nederländerna | Olga Slioussareva Ryssland |

## Resultat
| Placering | Namn                 | Nation           | Sprint- poäng | Extra varv |
| --------- | -------------------- | ---------------- | ------------- | ---------- |
| 1         | Antonella Bellutti   | Italien          | 19            | 0          |
| 2         | Leontien Zijlaard    | Nederländerna    | 16            | 0          |
| 3         | Olga Slyusareva      | Ryssland         | 15            | 0          |
| 4         | Judith Arndt         | Tyskland         | 12            | 0          |
| 5         | Belem Guerrero       | Mexiko           | 12            | 0          |
| 6         | Marion Clignet       | Frankrike        | 11            | 0          |
| 7         | Teodora Ruano        | Spanien          | 10            | 0          |
| 8         | Sarah Ulmer          | Nya Zeeland      | 9             | 0          |
| 9         | Alayna Burns         | Australien       | 7             | 0          |
| 10        | Erin Mirabella       | USA              | 6             | 0          |
| 11        | María Luisa Calle    | Colombia         | 2             | 0          |
| 12        | Rasa Mažeikytė       | Litauen          | 2             | 0          |
| 13        | Fang Fen-Fang        | Kinesiska Taipei | 0             | 0          |
| 14        | Emma Davies          | Storbritannien   | 0             | 0          |
| 15        | Michaela Brunngraber | Österrike        | 0             | 0          |
| 16        | Akemi Morimoto       | Japan            | 0             | 0          |
| 17        | Maureen Kaila        | El Salvador      | 0             | 0          |